# Duitsland op het Eurovisiesongfestival 2012
Duitsland nam deel aan het Eurovisiesongfestival 2012 in Bakoe, Azerbeidzjan. Het was de 56ste deelname van het land op het Eurovisiesongfestival. De NDR was  verantwoordelijk voor de Duitse bijdrage voor de editie van 2012.

## Selectieprocedure
Reeds een week na afloop van het Eurovisiesongfestival 2011, dat overigens in Duitsland plaatsvond, verklaarde de NDR dat het opnieuw zou deelnemen aan de volgende editie van het Eurovisiesongfestival. Er werd teruggegrepen naar de succesformule van 2010. Er werden vijf voorrondes gehouden, gevolgd door een kwartfinale, een halve finale en de grote finale. Twintig artiesten maakten kans op een ticket voor het Eurovisiesongfestival 2012. Unser Star für Baku was wederom een samenwerking tussen commerciële zender ProSieben en staatsomroep ARD. Het stemsysteem was opvallend te noemen. Reeds vanaf de start van de show kon er gestemd worden. Bovendien stond er voortdurend een kolom in beeld met de actuele stand van zaken.
Tijdens de eerste twee voorrondes werden steeds tien kandidaten gepresenteerd, en telkens vielen er vijf af. Vanaf de derde voorronde zaten alle kandidaten in één show. In de derde en vierde voorronde vielen er telkens twee kandidaten af, in de laatste voorronde nog een. De vijf overblijvers streden dan in de kwartfinale voor vier plaatsen in de halve finale. In die halve finale kwalificeerden er zich twee voor de grote finale. Tot dan zongen alle kandidaten enkel reeds bekende nummers. Pas in de finale kwamen ze met hun eigen nummers op het podium, waarna publiek en jury de artiest en het nummer kozen die Duitsland zouden vertegenwoordigen op het Eurovisiesongfestival 2012.
Sandra Rieß en Steven Gätjen presenteerden de shows, Thomas D, Stefan Raab en Alina Süggeler zetelden in de vakjury. De keuze van het Duitse publiek viel uiteindelijk op Roman Lob, die op de eerste voorronde na elke ronde winnend wist af te sluiten. In de finale haalde hij het van Ornella de Santis. Hij trekt met het nummer Standing still naar Bakoe.

## Unser Star für Baku

### Eerste voorronde
12 januari 2012
| Plaats | Artiest         |
| ------ | --------------- |
| 1      | Shelly Phillips |
| 2      | Roman Lob       |
| 3      | Céline Huber    |
| 4      | Leonie Burgmer  |
| 5      | Katja Petri     |
| 6      | Kai Nötting     |
| 7      | Jil Rock        |
| 8      | Yasmin Gueroui  |
| 9      | Salih Özcan     |
| 10     | Jan Verweij     |

### Tweede voorronde
19 januari 2012
| Plaats | Artiest             |
| ------ | ------------------- |
| 1      | Rachel Scharnberg   |
| 2      | Yana Gercke         |
| 3      | Sebastian Dey       |
| 4      | Umut Anil           |
| 5      | Ornella de Santis   |
| 6      | Vera Reissmüller    |
| 7      | Andrew Fischer      |
| 8      | Tina Sander         |
| 9      | Jörg Müller-Lornsen |
| 10     | Polly Zeiler        |

### Derde voorronde
26 januari 2012
| Plaats | Artiest           |
| ------ | ----------------- |
| 1      | Roman Lob         |
| 2      | Céline Huber      |
| 3      | Ornella de Santis |
| 4      | Yana Gercke       |
| 5      | Sebastian Dey     |
| 6      | Shelly Phillips   |
| 7      | Umut Anil         |
| 8      | Katja Petri       |
| 9      | Leonie Burgmer    |
| 10     | Rachel Scharnberg |

### Vierde voorronde
2 februari 2012
| Plaats | Artiest           |
| ------ | ----------------- |
| 1      | Roman Lob         |
| 2      | Yana Gercke       |
| 3      | Ornella de Santis |
| 4      | Shelly Phillips   |
| 5      | Céline Huber      |
| 6      | Katja Petri       |
| 7      | Umut Anil         |
| 8      | Sebastian Dey     |

### Vijfde voorronde
6 februari 2012
| Plaats | Artiest           |
| ------ | ----------------- |
| 1      | Roman Lob         |
| 2      | Shelly Phillips   |
| 3      | Yana Gercke       |
| 4      | Katja Petri       |
| 5      | Ornella de Santis |
| 6      | Céline Huber      |

### Kwartfinale
9 februari 2012
| Plaats | Artiest           |
| ------ | ----------------- |
| 1      | Roman Lob         |
| 2      | Yana Gercke       |
| 3      | Ornella de Santis |
| 4      | Shelly Phillips   |
| 5      | Katja Petri       |

### Halve finale
13 februari 2012
| Plaats | Artiest           |
| ------ | ----------------- |
| 1      | Roman Lob         |
| 2      | Ornella de Santis |
| 3      | Yana Gercke       |
| 4      | Shelly Phillips   |

### Finale
16 februari 2012
| Volgorde | Artiest           | Lied           |
| -------- | ----------------- | -------------- |
| 1        | Roman Lob         | Conflicted     |
| 2        | Ornella de Santis | Quietly        |
| 3        | Roman Lob         | Alone          |
| 4        | Ornella de Santis | Alone          |
| 5        | Roman Lob         | Standing still |
| 6        | Ornella de Santis | Standing still |

Superfinale
| Plaats | Artiest           | Lied           | Percentage |
| ------ | ----------------- | -------------- | ---------- |
| 1      | Roman Lob         | Standing still | 50,7 %     |
| 2      | Ornella de Santis | Quietly        | 49,3 %     |

## In Bakoe
In Bakoe trad Duitsland als lid van de Grote Vijf meteen aan in de finale, op zaterdag 26 mei. Duitsland was als negentiende van 26 landen aan de beurt, na Spanje en gevolgd door Malta. Roman Lob stond aan het einde van de puntentelling op de achtste plaats, met 110 punten. Het was het derde jaar op rij dat Duitsland in de top tien eindigde.

### Gekregen punten
| 12 punten | 10 punten                                               | 8 punten                        | 7 punten                                           | 6 punten              |
| --------- | ------------------------------------------------------- | ------------------------------- | -------------------------------------------------- | --------------------- |
|           | - Denemarken - Estland - Hongarije - Ierland - Portugal | - Italië                        | - Frankrijk - Letland                              | - Verenigd Koninkrijk |
| 5 punten  | 4 punten                                                | 3 punten                        | 2 punten                                           | 1 punt                |
|           | - Kroatië - Oostenrijk - Zwitserland                    | - Litouwen - Noorwegen - Spanje | - Albanië - Georgië - Malta - Nederland - Slovenië | - Finland             |

### Gegeven punten

#### Halve Finale 2
Punten gegeven in de halve finale:
| 12 punten | Zweden                |
| 10 punten | Servië                |
| 8 punten  | Nederland             |
| 7 punten  | Estland               |
| 6 punten  | Turkije               |
| 5 punten  | Bosnië en Herzegovina |
| 4 punten  | Slovenië              |
| 3 punten  | Portugal              |
| 2 punten  | Bulgarije             |
| 1 punt    | Kroatië               |

#### Finale
Punten gegeven in de finale:
| 12 punten | Zweden      |
| 10 punten | Servië      |
| 8 punten  | Turkije     |
| 7 punten  | Rusland     |
| 6 punten  | Albanië     |
| 5 punten  | Denemarken  |
| 4 punten  | Estland     |
| 3 punten  | IJsland     |
| 2 punten  | Italië      |
| 1 punt    | Griekenland |